# Férfi 1000 méteres rövidpályás gyorskorcsolya az 1992. évi téli olimpiai játékokon
Az 1992. évi téli olimpiai játékokon a rövidpályás gyorskorcsolya férfi 1000 méteres versenyszámát február 18-án és február 20-án rendezték. Az aranyérmet a dél-koreai Kim Kihun nyerte meg. A Magyarországot képviselő Kun Bálint Tibor a 25. helyen végzett.
Ez a versenyszám először szerepelt a téli olimpia programjában.

## Rekordok
A versenyt megelőzően a következő rekordok voltak érvényben:
| Világrekord | Kavaszaki Cutomu (JPN) | 1:31,80 | Amszterdam, Hollandia | 1990. március 18. |

Elsőként megrendezett versenyszámként olimpiai rekord még nem volt. A következő rekordok születtek a versenyen:
| Michel Daignault (CAN) | 1:33,21 | Albertville, Franciaország | 1992. február 18. | Olimpiai rekord           |
| Kim Kihun (KOR)        | 1:32,67 | Albertville, Franciaország | 1992. február 20. | Olimpiai rekord           |
| I Csunho (KOR)         | 1:31,27 | Albertville, Franciaország | 1992. február 20. | Világ- és olimpiai rekord |
| Kim Kihun (KOR)        | 1:30,76 | Albertville, Franciaország | 1992. február 20. | Világ- és olimpiai rekord |

## Eredmények
Minden futamból az első két helyen célba érkező versenyző jutott a következő fordulóba. Az elődöntőből a harmadik és negyedikek a B-döntőbe kerültek.
A rövidítések jelentése a következő:
| - Q: továbbjutás helyezés alapján - QA: az A-döntőbe jutott - QB: a B-döntőbe jutott | - WR: világrekord - OR: olimpiai rekord |

### Előfutamok
| Helyezés | Versenyző          | Nemzet                  | Idő      | Mj       |
| 1. futam | 1. futam           | 1. futam                | 1. futam | 1. futam |
| -------- | ------------------ | ----------------------- | -------- | -------- |
| 1.       | Michel Daignault   | Kanada (CAN)            | 1:33,21  | Q, OR    |
| 2.       | Hugo Herrnhof      | Olaszország (ITA)       | 1:33,35  | Q        |
| 3.       | Chris Nicholson    | Új-Zéland (NZL)         | 1:33,45  |          |
| 4.       | Kun Bálint Tibor   | Magyarország (HUN)      | 1:36,86  |          |
| 2. futam |                    |                         |          |          |
| 1.       | Frédéric Blackburn | Kanada (CAN)            | 1:38,67  | Q        |
| 2.       | Kavaszaki Cutomu   | Japán (JPN)             | 1:38,75  | Q        |
| 3.       | Gisle Elvebakken   | Norvégia (NOR)          | 1:41,50  |          |
| 4.       | Nicky Gooch        | Nagy-Britannia (GBR)    | 2:24,43  |          |
| 3. futam |                    |                         |          |          |
| 1.       | Matt Jasper        | Nagy-Britannia (GBR)    | 1:36,82  | Q        |
| 2.       | Dmitrij Jersov     | Egyesített Csapat (EUN) | 1:37,71  | Q        |
| 3.       | Kavai Tosinobu     | Japán (JPN)             | 1:42,28  |          |
| –        | Li Won-Ho          | Észak-Korea (PRK)       | kizárták |          |
| 4. futam |                    |                         |          |          |
| 1.       | Geert Blanchart    | Belgium (BEL)           | 1:38,66  | Q        |
| 2.       | Mark Velzeboer     | Hollandia (NED)         | 1:38,74  | Q        |
| 3.       | Richard Nizielski  | Ausztrália (AUS)        | 1:38,80  |          |
| 5. futam |                    |                         |          |          |
| 1.       | Mark Lackie        | Kanada (CAN)            | 1:39,19  | Q        |
| 2.       | I Csunho           | Dél-Korea (KOR)         | 1:39,30  | Q        |
| –        | Andy Gabel         | Egyesült Államok (USA)  | kizárták |          |
| 6. futam |                    |                         |          |          |
| 1.       | Wilf O'Reilly      | Nagy-Britannia (GBR)    | 1:37,79  | Q        |
| 2.       | Li Lianli          | Kína (CHN)              | 1:37,85  | Q        |
| 3.       | Szong Csegun       | Dél-Korea (KOR)         | 1:37,86  |          |
| 7. futam |                    |                         |          |          |
| 1.       | Kim Kihun          | Dél-Korea (KOR)         | 1:33,79  | Q        |
| 2.       | Isihara Tacujosi   | Japán (JPN)             | 1:34,11  | Q        |
| 3.       | Andrew Murtha      | Ausztrália (AUS)        | 1:34,71  |          |
| 8. futam |                    |                         |          |          |
| 1.       | Mike McMillen      | Új-Zéland (NZL)         | 1:33,57  | Q        |
| 2.       | Alain De Ruyter    | Belgium (BEL)           | 1:34,18  | Q        |
| 3.       | Marc Bella         | Franciaország (FRA)     | 1:34,22  |          |
| 4.       | Orazio Fagone      | Olaszország (ITA)       | 1:34,91  |          |

### Negyeddöntők
| Helyezés | Versenyző          | Nemzet                  | Idő      | Mj       |
| 1. futam | 1. futam           | 1. futam                | 1. futam | 1. futam |
| -------- | ------------------ | ----------------------- | -------- | -------- |
| 1.       | I Csunho           | Dél-Korea (KOR)         | 1:33,51  | Q        |
| 2.       | Michel Daignault   | Kanada (CAN)            | 1:33,66  | Q        |
| 3.       | Matt Jasper        | Nagy-Britannia (GBR)    | 1:34,69  |          |
| 4.       | Isihara Tacujosi   | Japán (JPN)             | 1:34,86  |          |
| 2. futam |                    |                         |          |          |
| 1.       | Wilf O'Reilly      | Nagy-Britannia (GBR)    | 1:33,62  | Q        |
| 2.       | Frédéric Blackburn | Kanada (CAN)            | 1:33,71  | Q        |
| 3.       | Dmitrij Jersov     | Egyesített Csapat (EUN) | 1:34,02  |          |
| 4.       | Alain De Ruyter    | Belgium (BEL)           | 1:34,60  |          |
| 3. futam |                    |                         |          |          |
| 1.       | Kim Kihun          | Dél-Korea (KOR)         | 1:32,67  | Q, OR    |
| 2.       | Mike McMillen      | Új-Zéland (NZL)         | 1:32,69  | Q        |
| 3.       | Mark Velzeboer     | Hollandia (NED)         | 1:33,86  |          |
| 4.       | Li Lianli          | Kína (CHN)              | 1:33,90  |          |
| 4. futam |                    |                         |          |          |
| 1.       | Mark Lackie        | Kanada (CAN)            | 1:34,68  | Q        |
| 2.       | Geert Blanchart    | Belgium (BEL)           | 1:34,83  | Q        |
| 3.       | Hugo Herrnhof      | Olaszország (ITA)       | 1:34,85  |          |
| 4.       | Kavaszaki Cutomu   | Japán (JPN)             | 1:35,66  |          |

### Elődöntők
| Helyezés | Versenyző          | Nemzet               | Idő      | Mj       |
| 1. futam | 1. futam           | 1. futam             | 1. futam | 1. futam |
| -------- | ------------------ | -------------------- | -------- | -------- |
| 1.       | I Csunho           | Dél-Korea (KOR)      | 1:31,27  | QA, WR   |
| 2.       | Mike McMillen      | Új-Zéland (NZL)      | 1:31,60  | QA       |
| 3.       | Michel Daignault   | Kanada (CAN)         | 1:32,10  | QB       |
| 4.       | Wilf O'Reilly      | Nagy-Britannia (GBR) | 2:05,04  | QB       |
| 2. futam |                    |                      |          |          |
| 1.       | Kim Kihun          | Dél-Korea (KOR)      | 1:32,12  | QA       |
| 2.       | Frédéric Blackburn | Kanada (CAN)         | 1:32,23  | QA       |
| 3.       | Mark Lackie        | Kanada (CAN)         | 1:32,30  | QB       |
| 4.       | Geert Blanchart    | Belgium (BEL)        | 1:33,04  | QB       |

### Döntők
B-döntő
| Helyezés | Versenyző        | Nemzet               | Idő     | Mj |
| -------- | ---------------- | -------------------- | ------- | -- |
| 1.       | Wilf O'Reilly    | Nagy-Britannia (GBR) | 1:36,24 |    |
| 2.       | Geert Blanchart  | Belgium (BEL)        | 1:36,28 |    |
| 3.       | Mark Lackie      | Kanada (CAN)         | 1:36,28 |    |
| 4.       | Michel Daignault | Kanada (CAN)         | 1:37,10 |    |

A-döntő
| Helyezés | Versenyző          | Nemzet          | Idő     | Mj |
| -------- | ------------------ | --------------- | ------- | -- |
| Arany    | Kim Kihun          | Dél-Korea (KOR) | 1:30,76 |    |
| Ezüst    | Frédéric Blackburn | Kanada (CAN)    | 1:31,11 |    |
| Bronz    | I Csunho           | Dél-Korea (KOR) | 1:31,16 |    |
| 4.       | Mike McMillen      | Új-Zéland (NZL) | 1:31,32 |    |

### Végeredmény
A versenyzők végső helyezéseinek meghatározásakor először a fordulókban elért pontszámok döntöttek, végül a legjobb elért időeredmény döntött. A futambeli első helyezések 5, a másodikok 3, a harmadikok 2, a negyedikek 1 pontot értek.
| Helyezés | Versenyző          | Nemzet                  | Forduló              | Pont | Legjobb idő |
| -------- | ------------------ | ----------------------- | -------------------- | ---- | ----------- |
| Arany    | Kim Kihun          | Dél-Korea (KOR)         | A-döntő              |      |             |
| Ezüst    | Frédéric Blackburn | Kanada (CAN)            | A-döntő              |      |             |
| Bronz    | I Csunho           | Dél-Korea (KOR)         | A-döntő              |      |             |
| 4.       | Mike McMillen      | Új-Zéland (NZL)         | A-döntő              |      |             |
| 5.       | Wilf O'Reilly      | Nagy-Britannia (GBR)    | B-döntő              |      |             |
| 6.       | Geert Blanchart    | Belgium (BEL)           | B-döntő              |      |             |
| 7.       | Mark Lackie        | Kanada (CAN)            | B-döntő              |      |             |
| 8.       | Michel Daignault   | Kanada (CAN)            | B-döntő              |      |             |
| 9.       | Matt Jasper        | Nagy-Britannia (GBR)    | Negyeddöntő, 3. hely | 7    | 1:34,69     |
| 10.      | Mark Velzeboer     | Hollandia (NED)         | Negyeddöntő, 3. hely | 5    | 1:33,86     |
| 11.      | Dmitrij Jersov     | Egyesített Csapat (EUN) | Negyeddöntő, 3. hely | 5    | 1:34,02     |
| 12.      | Hugo Herrnhof      | Olaszország (ITA)       | Negyeddöntő, 3. hely | 5    | 1:34,85     |
| 13.      | Li Lianli          | Kína (CHN)              | Negyeddöntő, 4. hely | 4    | 1:33,90     |
| 14.      | Alain De Ruyter    | Belgium (BEL)           | Negyeddöntő, 4. hely | 4    | 1:34,60     |
| 15.      | Isihara Tacujosi   | Japán (JPN)             | Negyeddöntő, 4. hely | 4    | 1:34,86     |
| 16.      | Kavaszaki Cutomu   | Japán (JPN)             | Negyeddöntő, 4. hely | 4    | 1:35,66     |
| 17.      | Chris Nicholson    | Új-Zéland (NZL)         | Előfutam, 3. hely    | 2    | 1:33,45     |
| 18.      | Marc Bella         | Franciaország (FRA)     | Előfutam, 3. hely    | 2    | 1:34,22     |
| 19.      | Andrew Murtha      | Ausztrália (AUS)        | Előfutam, 3. hely    | 2    | 1:34,71     |
| 20.      | Szong Csegun       | Dél-Korea (KOR)         | Előfutam, 3. hely    | 2    | 1:37,86     |
| 21.      | Richard Nizielski  | Ausztrália (AUS)        | Előfutam, 3. hely    | 2    | 1:38,80     |
| 22.      | Gisle Elvebakken   | Norvégia (NOR)          | Előfutam, 3. hely    | 2    | 1:41,50     |
| 23.      | Kavai Tosinobu     | Japán (JPN)             | Előfutam, 3. hely    | 2    | 1:42,28     |
| 24.      | Orazio Fagone      | Olaszország (ITA)       | Előfutam, 4. hely    | 1    | 1:34,91     |
| 25.      | Kun Bálint Tibor   | Magyarország (HUN)      | Előfutam, 4. hely    | 1    | 1:36,86     |
| 26.      | Nicky Gooch        | Nagy-Britannia (GBR)    | Előfutam, 4. hely    | 1    | 2:24,43     |
| –        | Andy Gabel         | Egyesült Államok (USA)  | Előfutam, kizárták   |      |             |
| –        | Li Won-Ho          | Észak-Korea (PRK)       | Előfutam, kizárták   |      |             |